# Ivan I. Talaia
Ivan I. Talaia je bio 32. papa Aleksandrije i patrijarh svetog Trona sv. Marka od 481. – 482. godine. 

## Život
Bio je izabran za patrijarha Aleksandrije 481. godine, naslijedivši patrijarha Timoteja III. Salofakiolosa.
Kao odani sljedbenik Vijeća Kalcedona odbio je potpisati Henotikonski edikt. Zbog toga ga je car Zenon izopćio i imenovao miafizita Petera Mongusa kao legitimnog patrijarha, ali pod uvjetom da potpiše Henotikonski edikt. Mongus je to prihvatio što je rezultiralo da su ga priznala oba patrijarha - i Antiohije i Konstantinopola.
Patrijarh Ivan I. Talaia je pobjegao u Rim, gdje ga je papa Simplicije srdačno dočekao. Ovaj papa je odbio priznati Petra Mongusa, pri čemu je branio Ivanova prava u dva pisma koja je poslao patrijarhu Akaciju iz Konstantinopola. Pošto je, unatoč svemu, Akacije nastavio biti odan henotikonskom ediktu kao i zajedništvu s Petrom Mongusom, papa ga je ekskomunicirao 484. godine. Nastali raskol je ostao poznat kao Akacijeva šizma i trajao je do 519. godine.
Ivan I. se u konačnici odrekao svoga prava da bude patrijarh Aleksandrije i postao je biskup talijanskog grada Nole.

## Vanjske poveznice
- Meyendorff, John. 1989. Imperial unity and Christian divisions: The Church 450-680 A.D. The Church in history. 2. St. Vladimir's Seminary Press. Crestwood, NY.
- John I, Talaias (482). Official web site of the Greek Orthodox Patriarchate of Alexandria and All Africa. Pristupljeno 7. veljače 2011.

| Koptske pape Aleksandrije            | Koptske pape Aleksandrije           | Koptske pape Aleksandrije    |
| ------------------------------------ | ----------------------------------- | ---------------------------- |
| prethodnik Timotej III. Salofakiolos | Aleksandrijske pape 481. - 482. AD. | nasljednik Petar III. Mongus |